# Concentrazione (processo)
La concentrazione è l'operazione unitaria con cui si modifica, aumentandola, la concentrazione di un soluto in un solvente.   
Si realizza con vari sistemi, essenzialmente di due tipi:   
- Termico: per mezzo di evaporazione e distillazione;
- Diffusivo: per mezzo di osmosi e dialisi.